# フューネラル
フューネラル （Funeral） は、カナダのロックバンド、アーケイド・ファイアのファースト・アルバムである。2004年にマージ・レコードからリリース。2005年グラミー賞ベスト・オルナタティヴ・ミュージック・アルバムにノミネート、Metacriticでの平均スコアが90点を記録するなど、各メディアから熱烈な歓迎を受ける。
なお、本作でドラマーのハワード・ビラーマンが脱退し、ジェレミー・ギャラに代わった。
国内盤は、期間限定盤のみボーナス・ディスク付きの2枚組仕様となっていた。
『ローリング・ストーン』誌が選んだ「オールタイム・ベスト・アルバム500」と「オールタイム・ベスト・デビュー・アルバム100」に於いて、それぞれ151位と15位にランクイン。
また、NMEの「オールタイム・ベスト・アルバム500」では13位に、ピッチフォーク・メディアの2000年代のベスト・アルバムランキングで2位に選ばれている。

## 収録曲

### ディスク1
1. ネイバーフッド＃1 (タネルズ) / "Neighborhood #1 (Tunnels)" – 4:48
2. ネイバーフッド＃2 (ライカ) / "Neighborhood #2 (Laïka)" – 3:32
3. 光無き1年 / "Une Année Sans Lumière" – 3:40
4. ネイバーフッド＃3 (パワー・アウト) / "Neighborhood #3 (Power Out)" – 5:12
5. ネイバーフッド＃4 (7 ケトルズ) / "Neighborhood #4 (7 Kettles)" – 4:49
6. クラウン・オブ・ラヴ / "Crown of Love" – 4:42
7. ウェイク・アップ / "Wake Up" – 5:35
8. ハイチ / "Haiti" – 4:07
9. リベリオン (ライズ) / "Rebellion (Lies)" – 5:10
10. イン・ザ・バックシート / "In the Backseat" – 6:20

### ディスク2 (ボーナス・ディスク)
1. マイ・バディ (アルヴィノ・レイ・オーケストラ) / "My Buddy (Alvino Rey Orchestra)" – 2:35
2. ネイバーフッド＃3 (パワー・アウト) [オーガスト・セッション] / "Neighborhood #3 (Power Out) [August Session]" – 5:35
3. ブラジル / "Brazil" – 3:56
4. ネイバーフッド＃3 (パワー・アウト) [ライヴ] / "Neighborhood #3 (Power Out) [Live]" – 5:58